# Cristián Contreras Villarroel
Cristián Contreras Villarroel (Santiago, 24 de abril de 1959) é clérigo chileno e bispo católico romano de Melipilla.

## Biografia
Cristián Contreras matriculou-se no seminário de sua diocese de origem em março de 1977. O arcebispo de Santiago do Chile, Juan Francisco Fresno Larraín, o ordenou sacerdote em 5 de dezembro de 1984. Ele trabalhou como vigário paroquial até 1987, antes de se tornar professor no seminário de Santiago do Chile e como prefeito responsável pela filosofia. Ao mesmo tempo, continuou seus estudos teológicos e recebeu seu doutorado em dogmática pela Pontifícia Universidade Gregoriana em 1992. Depois, Contreras trabalhou até 1999 na Cúria Romana como funcionário da Congregação para os Bispos. Em 1996, o Papa João Paulo II concedeu-lhe o título de Capelão de Sua Santidade. Após retornar à Arquidiocese de Santiago do Chile, tornou-se chanceler da Cúria Diocesana em maio de 2000 e secretário do Conselho dos Presbíteros no mesmo ano. Em janeiro de 2003, foi nomeado vigário geral da Arquidiocese.
Em 25 de abril de 2003, o Papa João Paulo II o nomeou bispo titular de Ilíberis e auxiliar em Santiago do Chile. O arcebispo de Santiago do Chile, Francisco Javier Cardeal Errázuriz Ossa, ISch, concedeu-lhe a consagração episcopal em 21 de junho do mesmo ano; Os co-consagradores foram Sergio Valech Aldunate, bispo-auxiliar emérito de Santiago do Chile, e Carlos González Cruchaga, bispo emérito de Talca. Em 2005, Contreras tornou-se secretário-geral da Conferência Episcopal do Chile, cargo que ocupou até 2008.
Em 7 de março de 2014, o Papa Francisco o nomeou Bispo de Melipilla. Cristián Contreras tornou-se vice-presidente da Conferência Episcopal do Chile em 2016; ele renunciou a este cargo em novembro de 2018, por motivos de saúde.